# 日本自然環境専門学校
日本自然環境専門学校（にほんしぜんかんきょうせんもんがっこう）とは、新潟県新潟市中央区にある専修学校。

## 概要
旧校名は、キャリアテクニカ環境情報専門学校。

## 所在地
- 新潟県新潟市中央区花園一丁目3番22号
  - 新潟駅から徒歩1分

## 設置学科
- 自然環境保全科
- 環境教育科
- 環境創生農学科
- 自然環境研究科

## 関連学校
- 一般社団法人 五頭自然学校

## 沿革
- 1982年 - 新潟商科電算専門学校開校
- 1992年 - キャリアテクニカ専門学校に校名変更
- 1996年 - 学校法人として認可受ける
- 2000年 - キャリアテクニカ環境情報専門学校に名称変更
- 2003年 - 日本自然環境専門学校に校名を変更